# 村井祐一 (工学者)
村井 祐一（むらい ゆういち、1969年 - ）は、日本の工学者。専門は機械工学・流体力学。博士（工学）（東京大学）。
流体工学の研究者であり、近年の地球的課題である自然エネルギーの活用、省エネルギー技術の開発における流体計測技術の開発を研究している。

## 略歴
- 1969年　石川県加賀市に生まれる。
- 1989年　石川工業高等専門学校機械工学科卒業。
- 1991年　金沢大学工学部機械システム工学科卒業。
- 1993年　東京大学大学院工学系研究科機械工学専攻（修士課程）修了。
- 1995年　福井大学工学部機械工学科助手。
- 1996年　博士（工学）（東京大学）。
- 2000年　福井大学工学部機械工学科助教授。
- 2001年　ロンドン大学インペリアルカレッジ機械工学科学術振興会海外特別研究員。
- 2003年　北海道大学大学院工学研究科機械科学専攻助教授。
- 2005年　北海道大学大学院工学研究科エネルギー環境システム専攻助教授。
- 2007年　北海道大学大学院工学研究科エネルギー環境システム専攻准教授。
- 2010年　北海道大学大学院工学研究院エネルギー環境システム部門教授。

## 所属学会
- 可視化情報学会
- 日本機械学会
- アメリカ物理学会
- 英国物理学会
- 日本混相流学会
- 日本流体力学会

## 受賞歴
- 1989 : 日本機械学会畠山賞
- 1998 : 日本機械学会論文賞（気泡流の圧力方程式）
- 1998 : 可視化情報学会研究奨励賞（混相流のステレオ画像計測）
- 1999 : テクノフェア1999展示入賞（海上重油回収シミュレーション）
- 2000 : 日本混相流学会貢献賞
- 2002 : 日本機械学会流体工学部門優秀講演賞（気泡流の実効粘度）
- 2003 : 日本機械学会教育賞（地域教育の機械工学連続公開講座）
- 2005 : 日本機械学会論文賞（気泡間相互作用）
- 2005 : 日本機械学会流体工学部門一般表彰受賞
- 2007 : 文部科学大臣賞 若手科学者賞（流体産業技術シーズ創成）
- 2007 : 油空圧機器振興財団論文賞（トロコイドギアポンプ）
- 2008 : 可視化情報学会 第19期技術賞（マイクロギアポンプ）
- 2009 : 北海道大学エクセレントティーチャーズ
- 2009 : 可視化情報学会20周年記念功労賞
- 2009 : 第37回可視化情報シンポジウムベストプレゼンテーション賞(バードストライク)
- 2010 : 日本混相流学会論文賞(気泡による乱流摩擦抵抗低減)
- 2010 : 日本ガス協会協会論文賞(パイプライン流量計開発)
- 2011 : 日本機械学会流体工学部門フロンティア賞(船舶の抵抗低減)
- 2012 : 日本混相流学会論文賞(船舶抵抗低減用の気泡発生作用)
- 2014 : 可視化情報学会論文賞(超音波による粘弾性流体の可視化)
- 2014 : 日本混相流学会技術賞(UVPの混相流への拡張)
- 2015 : 可視化情報学会 第26期技術賞（文学における物語の可視化）
- 2016 : 日本機械学会北海道支部第56期研究技術賞（風車用の鳥カメラ）